# Zdeněk Jonák
Zdeněk Jonák (Praag, 25 februari 1917 – aldaar, 31 augustus 1995) was een Tsjechisch componist en musicoloog.

## Levensloop
Hij behaalde in 1947 zijn diploma in de masterklas van het Praags Conservatorium en later ook zijn Doctor in muziek. Verder is hij gepromoveerd in psychologie en hij is ook gegradueerd in filosofie.
Daarna werd hij in 1965 medewerker als muziek regisseur van Radio Praag. In 1972 werd hij tot hoofd van de afdeling muziek in de Praagse omroep beroepen. In deze functie bleef hij tot hij met pensioen ging. Hij was een lange tijd een van de bekendste hedendaagse Tsjechische componisten in het buitenland. 
Hij was gehuwd met de harpiste Dagmar Zdeněk, met wie hij twee zonen had.

## Composities

### Werken voor orkest
- 1955 Španělský tanec no. 3
- 1960 Španělský tanec no. 1
- 1970 Na bratrství, concertwals
- 1973 Opona vzhůru
- 1974 Koncert (Concert), voor trompet en orkest
- 1975 Melodie, voor trompet en orkest
- 3 Festival Marches, voor orkest
- 3 Marches
- 3 Ouvertures
- Canzonetta in Es, voor trompet en orkest
- Concerto, voor trombone en orkest
- Concerto, voor orkest
- Dance Rhapsody "Furiant"
- Dům náš
- Dupák
- Fugues, voor kamerorkest
- Funeral Music, voor orkest
- Guick dans
- "Hopak" Oekraïense dans, voor orkest
- Jarní melodie, voor hobo en orkest
- Kasace
- Komorní symfonie (Kamersymfonie), voor orkest
- Melody, voor hobo en strijkorkest
- Nocturno, voor harp en orkest
- Ouverture, voor orkest
- Polonaise
- Průvod slávy
- Rokoková serenáda
- Second Overture
- Serande, voor viool, cello en orkest
- Španělský tanec no. 2
- Sportovní pochod (Sport-March)
- Spring Melody, voor hobo en orkest
- Suite "Circus Dance"
- Suite National Dances, voor orkest
- Symphony, voor kamerorkest
- Three Spanish Dances
- Variations on an original theme, voor harp en orkest

### Werken voor harmonieorkest
- 1965 Koncert (Concert), voor harmonieorkest
- 1970 Komorní symfonie (Kamersymfonie), voor harmonieorkest
- 1972 Slavnostní průvod
- 1973 Vítáme vás !!! (ook: Vítězný pochod), mars
- 1974 Mladé trubky, tarantella voor vier trompetten en harmonieorkest
- 1976 Musik aus Böhmen
- 1979 Tancuj tancuj vykrucaj, voor harmonieorkest
- 1979 Flašinetový valčík
- 1981 Concert, voor trompet en harmonieorkest  (Opdracht van het Uster Festival voor nieuwe blaasmuziek, Uster, Zwitserland)
- 1984 Invokation in C groot (Opdracht van het Uster Festival voor nieuwe blaasmuziek, Uster, Zwitserland)
- 1990 Symfonietta, voor harmonieorkest
- 1992 Malý chorál, voor harmonieorkest
- 1993 Ciacona na staročeský chorál in e klein (Opdracht van het Uster Festival voor nieuwe blaasmuziek, Uster, Zwitserland)
- 2 Marches
- 5 overtures
- Adieux
- Česká sousedská
- Český tanec, voor groot harmonieorkest
- Der fröhliche Knabe
- Festivity
- Foxtrott
- Jásavý Furiant
- Marschgruß
- National Dances
- 3e ouverture
- 4e ouverture
- Polka danse, voor harmonieorkest
- Radostná skočná
- Rhapsody, symfonisch gedicht
- Vals
- Vítáme vás !!!, mars

### Missen, cantates en gewijde muziek
- 1977 Kantáta o míru, voor gemengd koor en harmonieorkest

### Toneelwerken
- Music comedy, operette

### Werken voor koor
- 1977 Píseň přátelství, voor gemengd koor - tekst: J. Vrchotové
- 1978 Píseň s kolébkou (Songs for Children), voor kinderkoor en klarinet
- 3 Spirituals, voor gemengd koor
- 3 Spirituals, voor barineto, gemengd koor en orgel
- Canata "Peace", voor piano, harp, gemengd koor en orkest
- Many National Songs, voor gemengd koor en orkest
- Pod dubem, voor gemengd koor

### Vocale muziek
- Mám ji rád, voor bariton en orkest
- Věř těm dnům, voor bas en orkest

### Kamermuziek
- 1950 Serenáda, voor klarinet en piano
- 1965 MIM, voor fluit en harp
- 1977 3e Strijkkwartet
- 1e Strijkkwartet in cis klein
- 2e Strijkkwartet in e klein
- Sonate V, voor cello en piano

### Werken voor piano
- Pasacalia

### Filmmuziek
- 1957 Kalamajka